# 신기루 (1965년 영화)
신기루(Mirage)는 미국에서 제작된 에드워드 드미트릭 감독의 1965년 미스터리, 스릴러 영화이다. 그레고리 펙 등이 주연으로 출연하였다.

## 출연

### 주연
- 그레고리 펙
- 조지 케네디
- 다이안 베이커

### 조연
- 케빈 매카시
- 월터 매튜
- 리프 에릭슨
- 월터 아벨
- 잭 웨스톤